# Berättaren
Berättaren (El hablador) är en roman av den peruanske författaren och nobelpristagen Mario Vargas Llosa.  Boken utkom i Spanien 1987 på förlaget Seix Barral. 
Genom berättelsen ställs de moderna samhällena mot den sydamerikanska ursprungsbefolkningen i Peru, vars medlemmar är starkt förenade med naturen och kan kommunicera med den och med till exempel fåglar och andra levande varelser i djungeln.
Verket är strukturerat genom förekomsten av två berättare. Den förste som motsvarar romanförfattaren och den andre som är en ”berättare” (un hablador) (en berättare som berättar historien om folkgruppen Machiguenga i peruanska Amazonas). Bådas inlägg växlar på ett regelbundet sätt genom romanen. 

El hablador beskriver de kosmogoniska myterna hos los machiguengas, kampen mellan guden Tasurinchi, världens skapare, och de onda makterna som representeras av Kientibakori. För dem utspelar sig historierna, legenderna och de magiska ceremonierna som äger rum i den djupaste djungeln, på platser som fortfarande är rena och ännu inte har förstörts av civilisationen.